# Sciurus meridionalis
Écureuil de Calabre
Espèce
Répartition géographique
Sciurus meridionalis, l’Écureuil de Calabre, est une espèce de mammifères arboricoles diurnes de l'ordre des rongeurs et de la famille des Sciuridés. Cet écureuil au pelage sombre est endémique du sud de la péninsule italienne, plus précisément de la partie calabraise des Apennins. Il est très proche de l'Écureuil roux (Sciurus vulgaris) dont il a longtemps été considéré comme une sous-espèce. Ce sont les recherches italiennes en morphologie et en génétique des années 2000 et 2010 qui aboutissent à sa redescription et à son élévation au statut d'espèce en 2017.

## Description

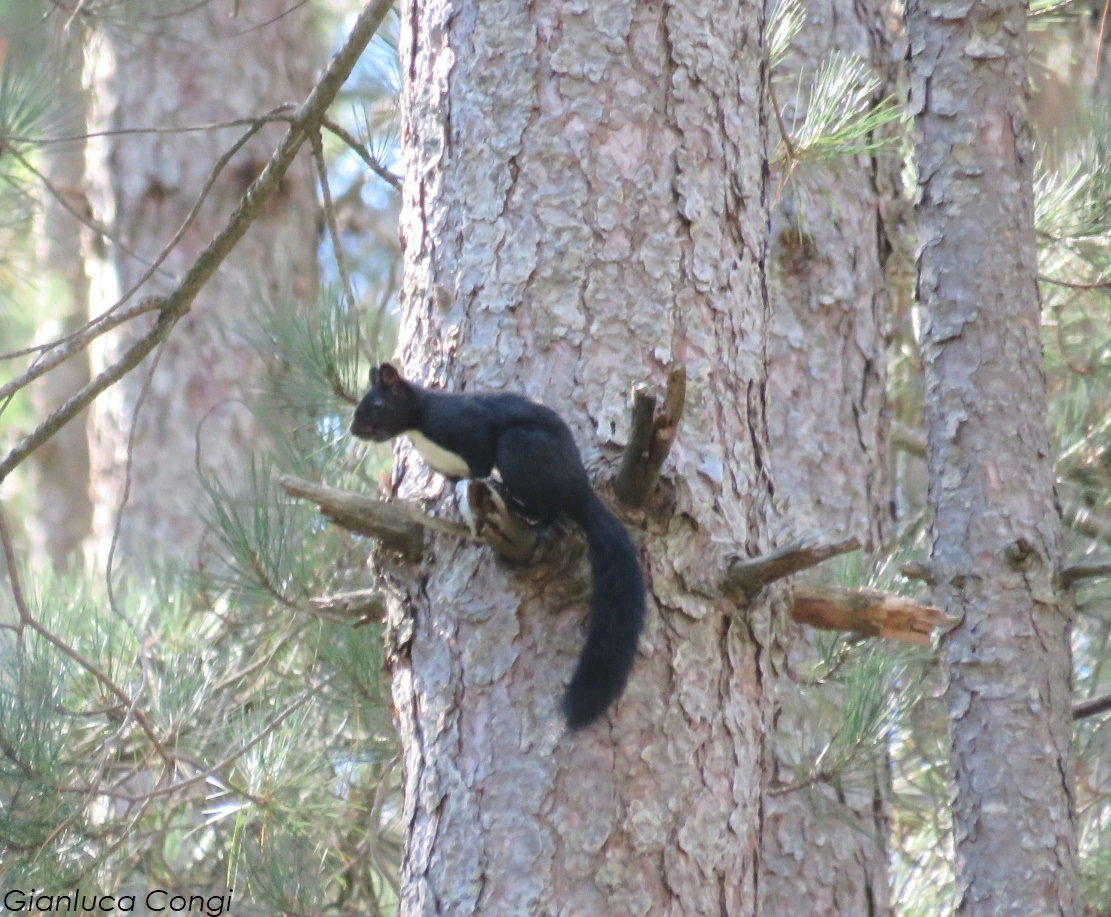
Sciurus meridionalis (Sila).

L’Écureuil de Calabre arbore un pelage d'hiver noir brillant sur toute la partie dorsale du corps, la tête et le cou. Sa queue est noire, ainsi que les pieds, les coussinets et les griffes. L'abdomen est d'un blanc pur depuis le dessus de la zone génitale jusqu'à la partie intérieure châtain des pattes antérieures. Entre l'abdomen blanc et les flancs noirs se trouve souvent une ligne gris ardoise. Les oreilles arborent de petits pinceaux parfois peu visibles. Dans le pelage d'été ou de transition, il y a souvent des zones brun foncé sur la tête, autour des yeux et sur le dos. Le sous-poil est généralement noir terne ou gris ardoise, rarement brunâtre. Le pied postérieur présente quatre tubercules à la base des orteils, contre cinq pour le pied antérieur. L'espèce ne présente aucun dimorphisme sexuel dans la taille et la couleur du pelage. La femelle est tout au plus légèrement plus lourde et compte 8 mamelles réparties en quatre paires.

## Répartition
L'aire de répartition de S. meridionalis comprend les trois principaux massifs montagneux de Calabre et du sud de la Basilicate : l'ensemble du massif du Pollino à la frontière entre la Calabre et la Basilicate, le massif de la Sila et le massif de l'Aspromonte. L'espèce n'a pas été signalée dans le massif des Serres,. Elle est présente de 600 à 1 500 mètres d’altitude.

## Écologie et biologie

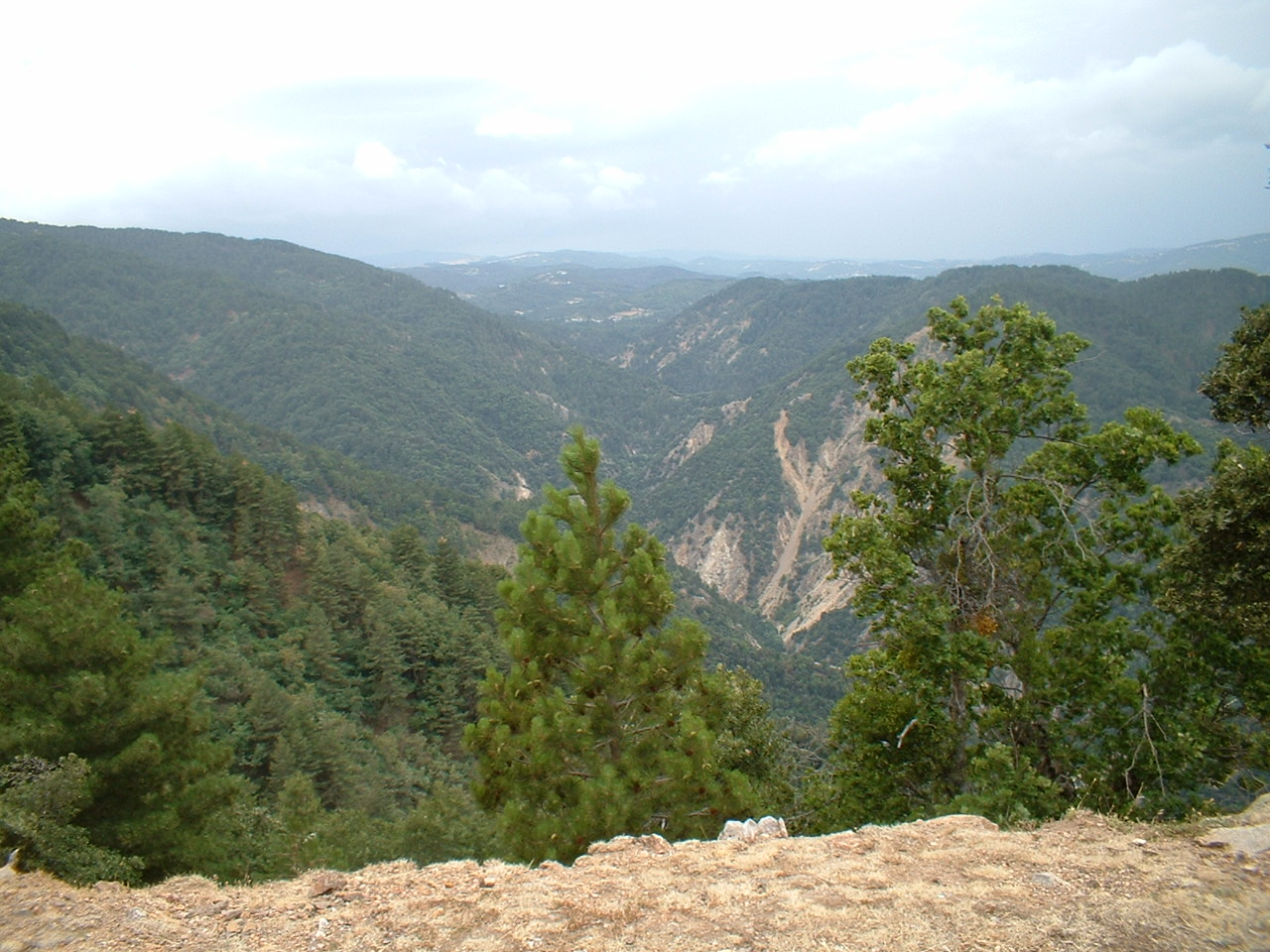
Forêt de Pin laricio de Calabre et de Châtaignier au nord-ouest du massif de la Sila.

Dans le massif de la Sila, l’Écureuil de Calabre vit dans les forêts de Pin laricio de Calabre (Pinus nigra subsp. laricio var. calabrica), les forêts mixtes dominées par le Hêtre et les forêts de Châtaignier. Ses densités varient de 0,44 à 0,61 écureuils par hectare, la présence de Pins ayant un impact significatif sur la densité d'écureuils. Dans le massif de Pollino, se trouve également le Pin de Bosnie.
Comme l'Écureuil roux, l'Écureuil de Calabre est diurne et arboricole. Ses nids sont généralement construits dans les branches des pins ou des chênes au delà des deux tiers de la hauteur de l'arbre, avec une densité moyenne de 2,75 nids par hectare.
À l'instar du Pin sylvestre pour l'Écureuil roux, les graines de Pin laricio de Calabre constituent la majeure partie de l'alimentation de l’Écureuil de Calabre. À partir de juin, les graines immatures des pommes de pin fraîches sont sa principale ressource alimentaire jusqu'à la fin août-début septembre, lorsque les graines mûrissent. Ces dernières sont alors consommées jusqu'à la fin mars. Néanmoins, les faînes et les châtaignes sont aussi privilégiées en automne et en hiver comme les bourgeons, les jeunes pousses et les fleurs mâles de Pin au printemps.

## Sous-espèces d'Écureuil roux proches

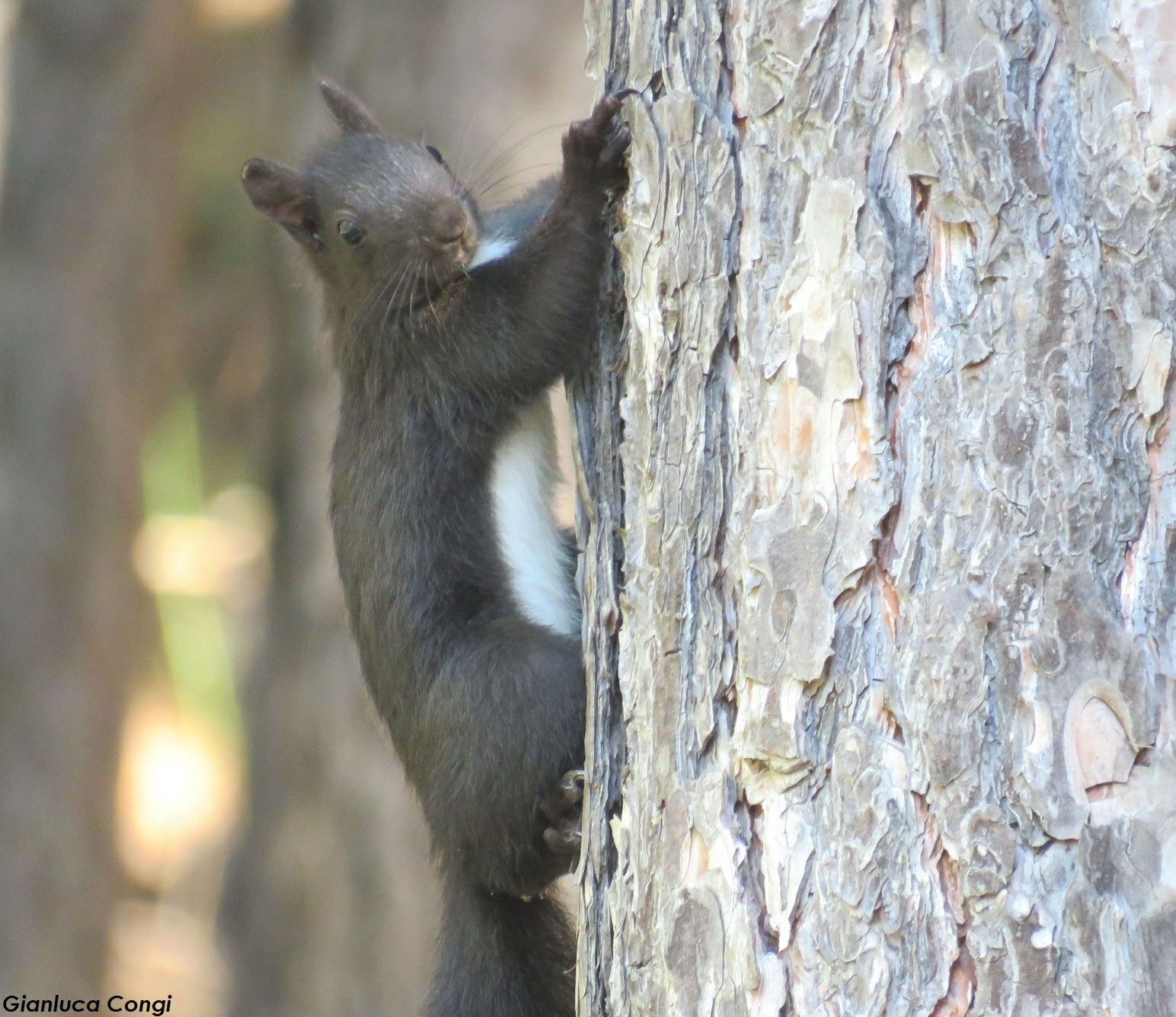
Sciurus meridionalis (Sila).

En Italie, deux autres populations distinctes d'Écureuil roux (Sciurus vulgaris) sont identifiées au xxe siècle :
- Sciurus vulgaris fuscoater Altum, 1876. Il s'agit de la sous-espèce européenne présente dans les Alpes et dans le nord des Apennins. Elle est caractérisée par une taille relativement petite et un fort degré de polymorphisme au niveau de la couleur de son pelage ;
- Sciurus vulgaris italicus Bonaparte, 1838. Il s'agit d'une sous-espèce polymorphe endémique d'Italie centrale. Également caractérisée par une taille relativement petite, elle arbore un pelage généralement brun foncé, surtout les populations montagnardes.

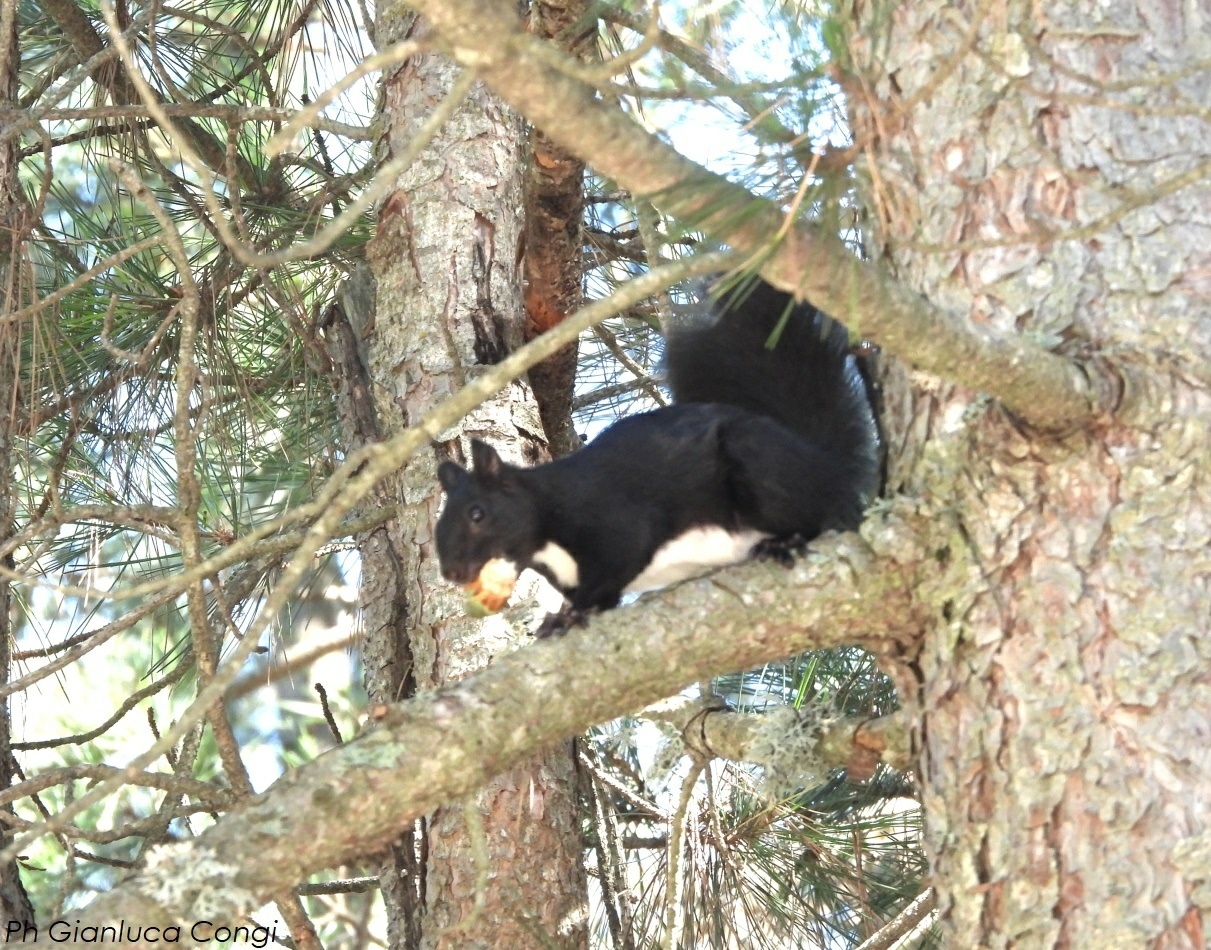
Sciurus meridionalis (Sila).

Sciurus meridionalis se différencie des sous-espèces italiennes de Sciurus vulgaris par son endémisme du sud des Apennins, en Calabre et par son uniformité morphologique : cette espèce présente une plus grande taille ainsi qu'une couleur de fourrure différente : la partie dorsale est toujours noire avec des nuances de gris sur les côtés et sa queue est entièrement noire, le tout contrastant avec son ventre blanc. S. meridionalis est un écureuil de taille moyenne, légèrement plus grand que les deux sous-espèces italiennes. La longueur de son pied arrière est de 56 à 66 millimètres et son poids varie entre 280 et 530 grammes, soit environ 35 % de plus. La longueur du pied arrière est également significativement plus grande, de même que la longueur et la largeur du crâne ainsi que la longueur de la mâchoire inférieure. Outre les différences morphologiques, ce sont surtout les différences génétiques qui soutiennent la délimitation de S. meridionalis en tant qu'espèce autonome par rapport à S. vulgaris.

## Taxonomie et phylogénie

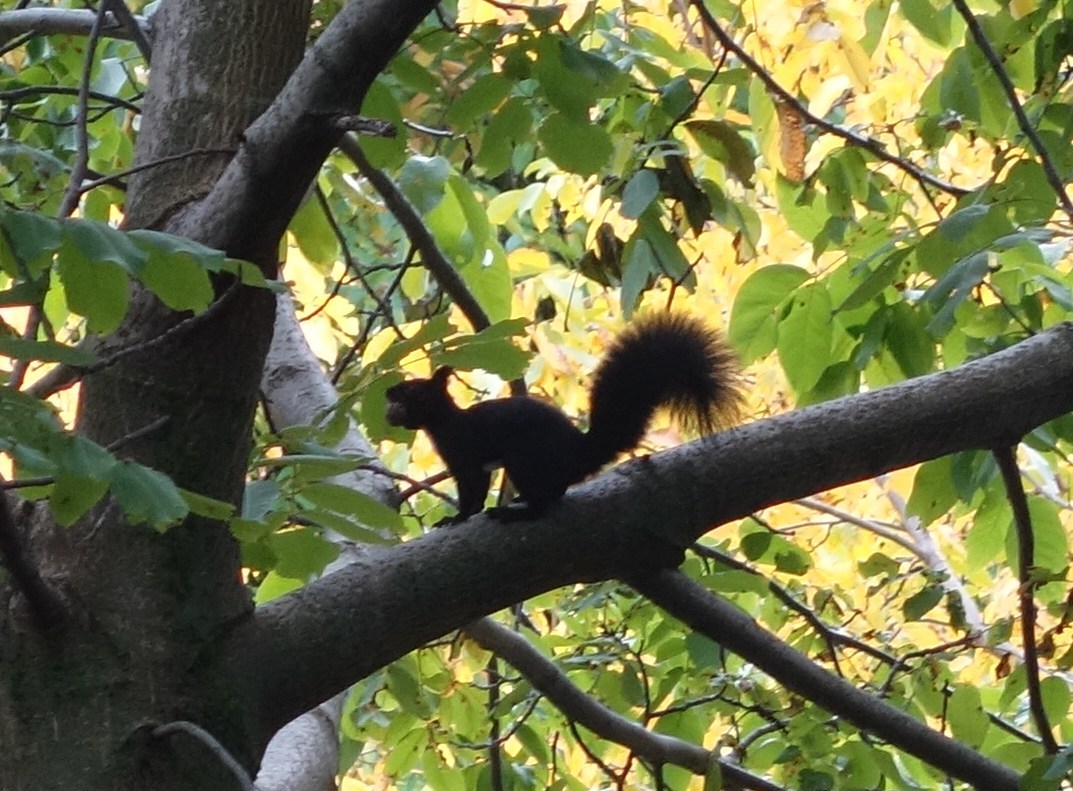
Sciurus meridionalis (Massif du Pollino).

En 1907, Armando Lucifero décrit une nouvelle espèce d'écureuil qu'il nomme Sciurus meridionalis sur la base de spécimens capturés dans les forêts de Calabre. Cependant, en 1912, le mammalogiste américain Gerrit Smith Miller, Jr néglige ce taxon dans son catalogue des mammifères d'Europe de l'Ouest alors que le zoologiste italien Philippe Cavazza le reconnaît comme une sous-espèce valide en 1913. En 1951, les britanniques John Reeves Ellerman et Terence Morrison-Scott jugent ce taxon comme un synonyme de Sciurus vulgaris subsp. italicus Bonaparte, 1837 tout en reconnaissant Sciurus vulgaris subsp. silanus Heinrich, 1934 comme une sous-espèce valide, qui est traitée dans les années 2000 comme un synonyme junior de S. meridionalis. Mais depuis l'ouvrage fondamental Fauna d’Italia d'Augusto Toschi (d) en 1965, S. meridionalis est considérée comme une sous-espèce clairement différenciée dans les différentes révisions du genre comme celle de l'Écossais Gordon Barclay Corbet (d) en 1978 et celle d'Amori et al. de 2008,.

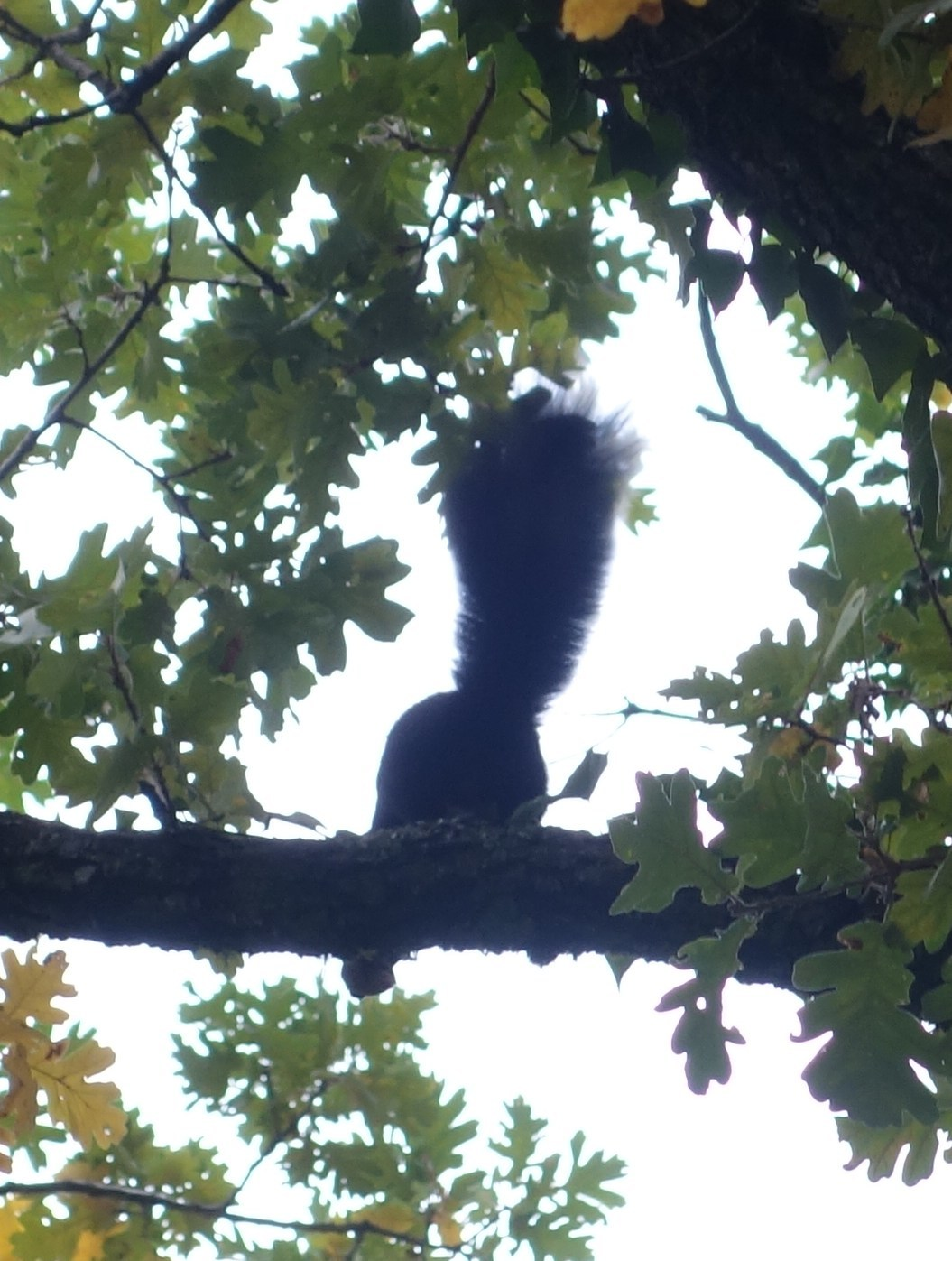
Sciurus meridionalis (Massif du Pollino).

En 2009, une étude phylogénétique portant sur l'analyse de l'ADN mitochondrial des populations eurasiatiques de Sciurus vulgaris démontre son homogénéité génétique sur l'ensemble du continent à l'exception notable de la population calabraise. Cette dernière aurait divergé lors de la dernière période glaciaire et serait restée isolée des populations d'écureuils voisines jusqu'à une époque récente. En 2014, des différences significatives dans les dimensions du crâne de l'Écureuil de Calabre sont mises en évidence. Compte tenu des recherches génétiques et des particularités morphologiques et géographiques de cette population, elle est élevée au rang d'espèce en 2017 sous le nom Sciurus meridionalis Lucifero, 1907.

## Statut, menaces et protection
En 2017, il n'existe aucune donnée sur la taille de la population de Sciurus meridionalis et l'espèce n'est pas inscrite sur des listes rouges telles que celle de l'UICN. Cependant, malgré sa distribution limitée sur environ 7 000 km2, l'espèce ne semble pas menacée, sa population semble stable et étend partiellement son aire de répartition, notamment dans le sud de la Basilicate. La fragmentation de ses habitats a un effet sur le nombre d'individus, mais les zones forestières de petite taille n'excluent pas sa présence.
Néanmoins, la propagation de l'Écureuil de Finlayson, une espèce sud-asiatique invasive introduite dans une région proche de l'aire de répartition de Sciurus meridionalis, pourrait constituer une menace potentielle future.